# Lightning (conector)
El conector Lightning fue un cable de transferencia de datos y de corriente creado por Apple, para el uso de productos de esta empresa tal como iPods, iPhones e iPads. Este conector reemplazó al conector de 30 pines presente hasta el iPhone 4 y 4S, cambiando de 30 a 8 pines.
Según Apple este conector era "80% más pequeño que el anterior y era idéntico por ambos lados, para no tener problemas al momento de conectarlo".

A partir del 2023, con próximamente lanzamiento del iPhone 15, La Unión Europea obligó a Apple a incluir el puerto USB-C en todos sus teléfonos inteligentes a partir de este modelo. Esto le pondrá fin a un rasgo distintivo de los iPhone, ya que se comunicó que ya no fabricarán más dispositivos que no incluyan esta tecnología.

## Presentación
Fue presentado el 12 de septiembre de 2012 junto con el lanzamiento del iPhone 5.

## Dispositivos compatibles
- El lápiz Apple de 1ª generación.
- Todos los modelos de iPhone desde el 5 hasta el 14.
- El iPod nano de 7ª generación.
- Los iPod touch de 5ª, 6ª y 7ª generación.
- Los iPad Mini de 1ª,2ª,3ª,4ª y 5ª generación.
- Los iPad Pro de 1ª y 2ª generación.
- Los iPad Air de 1ª, 2ª y 3ª generación.
- Los iPad de 4ª, 5ª, 6ª, 7ª, 8ª y 9ª generación.